# 清水川 (埼玉県)
清水川（しみずがわ）は、埼玉県深谷市を流れる利根川水系小山川支流の一級河川。

## 概要
埼玉県本庄市牧西地区の田園地帯に源を発する。周囲の農業廃水を集めながら東向きに流れ、次第に流量を増す。中流域には清水川調節池があり、青淵公園として整備されている。南東方向に蛇行しながら流れ、深谷市落合地区と入川地区の境界付近で小山川に合流する。流域は利根川後背地沿いの沖積低地に位置しているため河川勾配は1/500〜1/1,500と比較的緩やかである。付近には渋沢栄一生家（血洗島）や渋沢栄一記念館がある。小山川との合流点のやや上流側である大塚地区には清水川排水機場が設置されている。

## 流域自治体
- 伊勢崎市[1] - 河川飛び地である境島村地区（旧島村地区）が流域に含まれる。
- 本庄市[1]
- 深谷市

## 支流
- 深谷横瀬川 - 準用河川[1]

## 河川施設
- 清水川調節池
- 清水川排水機場
  - 清水川樋管[3]
- 北部運動公園

## 周辺
- 備前渠用水
- 創学舎高等学校
- 青淵公園
- 渋沢栄一記念館
- 深谷市立八基小学校
- 深谷市立豊里中学校

## 橋梁
上流より
- 埼玉県道259号新野岡部停車場線が交差
- 雷電木橋
- 青淵橋[4]
- 市郎橋（埼玉県道355号中瀬普済寺線）
- 睦橋[5]
- 西浦橋
- 宿橋[6]
- 清水橋（群馬県道・埼玉県道14号伊勢崎深谷線）
- 新会橋
- 上石橋
- 明戸橋
- 鹿島橋
- 清水川橋（埼玉県道45号本庄妻沼線）
- 名称不明